# Aiton
Aiton – miejscowość i gmina we Francji, w regionie Owernia-Rodan-Alpy, w departamencie Sabaudia.
Według danych na rok 1990 gminę zamieszkiwały 564 osoby, a gęstość zaludnienia wynosiła 35 osób/km² (wśród 2880 gmin regionu Rodan-Alpy Aiton plasuje się na 1088. miejscu pod względem liczby ludności, natomiast pod względem powierzchni na miejscu 704.).
Przez gminę przepływa rzeka Isère. 